# Uwe Baltrusch
Uwe Baltrusch ist ein deutscher Musiker und Musikproduzent.

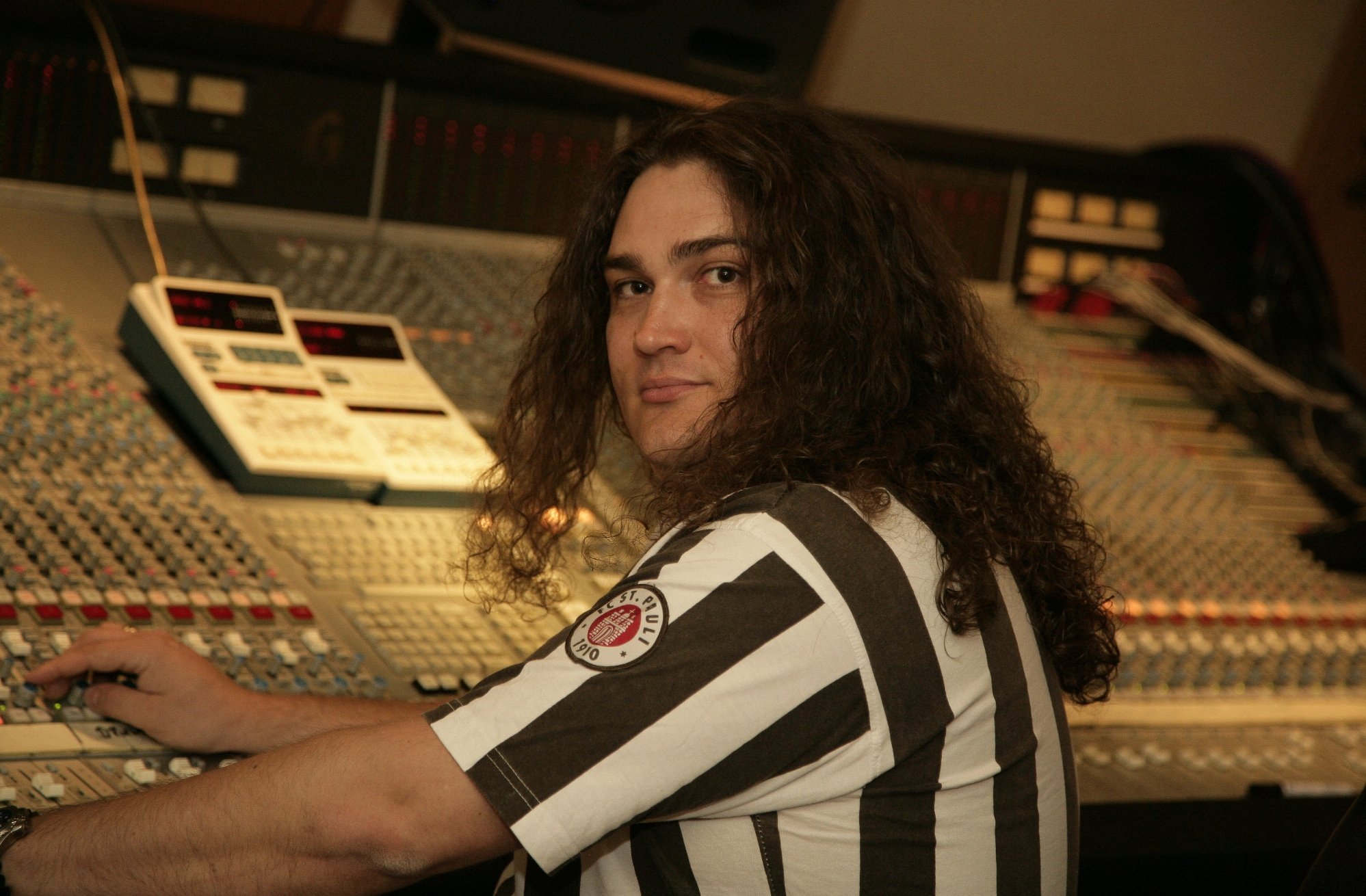
Uwe Baltrusch (2007)

## Leben
Baltrusch wuchs in Köln auf und machte sein Abitur auf dem Gymnasium in Wesseling. Er begann als Schüler 1988 als E-Gitarrist in der Progressive-Metal-Band Mekong Delta zu spielen und war Mitglied in der Band bis 1997, teils unter dem Synonym Marc Kaye. In dieser Zeit nahmen Mekong Delta acht Alben auf. Von 1989 bis 1996 spielte er zudem als Gitarrist in Bands wie Sodom, U.D.O., House of Spirits oder Target (Belgien), auf Tourneen und im Studio. 1992 wurde er zum Zivildienst in einem Jugendzentrum berufen und begann, im hauseigenen Studio mit jungen Bands zu arbeiten. 1996 produzierte er das Studio-Album „Pictures at an Exhibition“ von Mekong Delta. 1997 produzierte er das dritte Album Alles im grünen Bereich der Wise Guys und war seitdem Produzent aller folgender Alben der Gruppe. Mit der Produktion der mit Gold ausgezeichneten Single Die Karawane zieht weiter begann 1998 eine langjährige Zusammenarbeit mit der Band Höhner, aus der das darauffolgende gleichnamige Album, weitere Veröffentlichungen wie die Hymne des 1. FC Köln „Mer stonn zo Dir FC Kölle“, als auch 2003 der DVD-Mitschnitt der Höhner Rockin Roncalli Show „Minsche Fiere Emotionen“ hervorging.
Baltrusch produzierte und mischte Musik für Künstler wie Wise Guys, Höhner, Bläck Fööss, Paveier, Brings, Köster & Hocker, Bernd Stelter, Räuber, Risquee, Jimmy Kelly, Soundness, Howard Carpendale, Kowalski, Nikitakis, Mekong Delta, Ape Einstein, Uwe Fellensiek, 2TheUniverse, Jördis Tielsch, Helltrail, Scäm Luiz. Mit Fellensiek zusammen nahm er anlässlich der Bundesliga-Relegation 2011 eine Fan-Hymne für den VfL Bochum auf und spielte diese mit ihm live im Bochumer Stadion. Im Rahmen der Tour zum Wise-Guys-Album „Zwei Welten“ fungierte Baltrusch als Musical Director und Gitarrist.
2016 nahm er mit Ferenc Husta ein Weihnachtsalbum auf, mit Features einiger  deutscher A-Cappella-Bands, wie Van Canto, Medlz, 5 vor der Ehe oder LaLeLu. In Zusammenarbeit mit dem Kölner Music Store startete Baltrusch 2018 den Online Mix- und Mastering-Service „mix-your-track“. 2020 arbeitete er an der Wiederveröffentlichung von Kowalskis „Schlagende Wetter“. Seit 2020 arbeitet Baltrusch ebenfalls mit dem italienischen Rock-Künstler Marco Sicilia zusammen.

## Diskografie (Auszug)

### Als Gitarrist
- 1989: The Principle of Doubt, Mekong Delta
- 1989: Toccata (Single), Mekong Delta
- 1990: Dances of Death (And Other Walking Shadows), Mekong Delta
- 1992: Live at an Exhibition (Live album), Mekong Delta
- 1992: Kaleidoscope, Mekong Delta
- 1993: Dance on a Volcano (EP), Mekong Delta
- 1994: Visions Fugitives, Mekong Delta
- 1997: Pictures at an Exhibition, Mekong Delta
- 1994: Turn of the Tide, House of Spirits
- 2007: Live in Frankfurt - Batschkapp 1991 (Video), Mekong Delta
- 2012: Wise Guys - Zwei Welten, Instrumentiert
- 2013: Wise Guys feat. A.Hürth - Mein Herz Macht Bumm!
- 2015: Uwe Fellensiek - Ein Ganzes Leben Für Dich
- 2018: Kowalski - Die Kowalski Protokolle

(Quelle:)

### Als Produzent
- 1997: Wise Guys - Alles im grünen Bereich
- 1999: Wise Guys - Skandal
- 1999: Wise Guys - Nein, Nein, Nein!
- 1999: Nikitakis - The Blue Songs from Thessalonia
- 2000: Wise Guys - Live
- 2000: Nikitakis & Fründe - Nee, wat es dat schön!
- 2001: Wise Guys - Ganz Weit Vorne
- 2001: Wise Guys - Jetzt Ist Sommer (Single)
- 2001: Wise Guys - Wenn Sie Tanzt (Single)
- 2002: Nikitakis* - Les Cycles De Theodorakis
- 2002: Wise Guys - Kinder (Single)
- 2003: Wise Guys - Klartext
- 2003: Bläck Fööss - K-BF 33
- 2004: Wise Guys - Wo Der Pfeffer Wächst
- 2005: Wise Guys - Weltmeister (Single)
- 2006: Wise Guys - Radio
- 2006: Nikitakis* - Bill’s Blues
- 2007: Gentle Beats - EmmA
- 2008: Wise Guys - Frei!
- 2008: Bernd Stelter - Mittendrin
- 2009: Wise Guys - Live Im Capitol (DVD)
- 2009: WDR Sinfonieorchester & Wise Guys - TV Show
- 2010: Wise Guys - Klassenfahrt
- 2012: Wise Guys - Zwei Welten, A Capella
- 2012: Wise Guys - Zwei Welten, Instrumentiert
- 2012: Wise Guys - Lauter (Single)
- 2012: Wise Guys - Radio (Single)
- 2012: Jördis Tielsch - Die Kleinen Dinge
- 2013: Wise Guys Feat. A.Hürth - Mein Herz Macht Bumm!
- 2013: Wise Guys - Das Beste - Die Besten Songs Von 1999-2010
- 2015: Uwe Fellensiek - Ein Ganzes Leben Für Dich
- 2015: Ferenc Husta - Weihnachten Mal Anders
- 2016: 2TheUniverse - Black And White Rainbows
- 2017: Wise Guys - Das Beste Komplett
- 2017: Soundness - Hello Life
- 2018: Kowalski - Die Kowalski Protokolle
- 2019: Strangers & Friends - 180th Street
- 2019: Burn Out Laut - Sitzung Eins
- 2019: Helltrail - Of A Six Foot Town
- 2020: Kowalski - Schlagende Wetter (Japan Re-Release)
- 2020: Kowalski - Overman Underground (Japan Re-Release)
- 2020: Marco Sicilia - Chi sei: Jolanda signora delle tenebre
- 2021: Marco Sicilia - Quale incantesimo

(Quelle:)

## Auszeichnungen (als Produzent)
- 2009: Goldene Schallplatte für Wise Guys - Frei![21]
- 2011: Goldene Schallplatte für Wise Guys - Wo der Pfeffer wächst[21]
- 2012: Goldene Schallplatte für Wise Guys - Zwei Welten[22]
- 2012: Goldene Schallplatte für Wise Guys - Klassenfahrt[23]
- 2012: Goldene Schallplatte für Wise Guys - Radio[23]
- 2013: Echo für Wise Guys - Zwei Welten[23]